# 로봇타워
로봇타워(영어: Robot Tower) 또는 로봇R&D센터, 로봇산업지원센터는 대한민국 인천광역시 서구 (청라국제도시)의 로봇랜드로에 위치하고 있다. 주로 국내 로봇과 드론 관련 중소기업 사무실, 연구소 등이 입주해 있다. 지상 23층, 지하 2층으로 구성되어 있고 ㈜한양, ㈜두손건설, ㈜도원건설이고 시공사는 구조는 철근콘크리트조 + 포스트텐션시스템이다.
2014년 9월 15일에 공사가 시작되었고 2017년 6월 30일에 공사가 끝났다. 2017년 12월 4일 ‘로봇랜드 로봇타워 개소식’를 개최했다.
로봇타워 및 로봇연구소는 인천 로봇랜드의 1단계 사업에이며, 2단계 사업은  로봇산업 클러스터를 구축하는 계획이다. 로봇타워는 인천 로봇랜드 복합 테마파크의 구심점 역할을 하고 있다.
현재 로봇타워의 주요 시설로는 항공안전기술원과 로봇 및 드론등 관련업체들이 입주해있다.

## 같이 보기
- 인천 로봇랜드